# Pycnodictya obscura
Pycnodictya obscura är en insektsart som först beskrevs av Carl von Linné 1758.  Pycnodictya obscura ingår i släktet Pycnodictya och familjen gräshoppor. Inga underarter finns listade i Catalogue of Life.